# Tony Dallara
Pour les articles homonymes, voir Lardera et Dallara (homonymie).

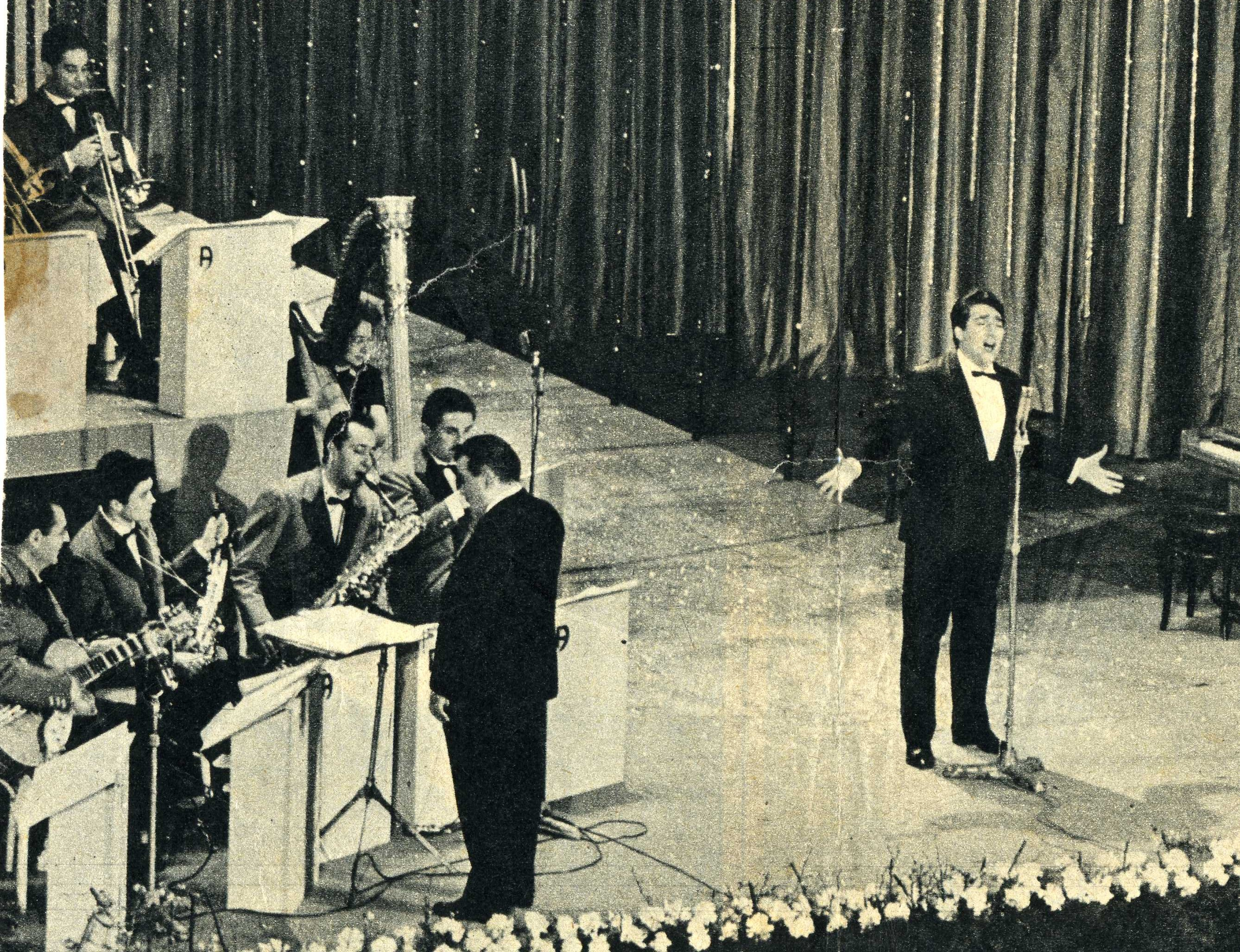
Tony Dallara chantant Romantica au Festival de San Remo 1960. Pino Rucher (premier à gauche) avec l'orchestre Angelini.

Tony Dallara (nom de scène Antonio Lardera, né à Campobasso le 30 juin 1936, est un chanteur, acteur et personnalité de télévision italien.

## Biographie

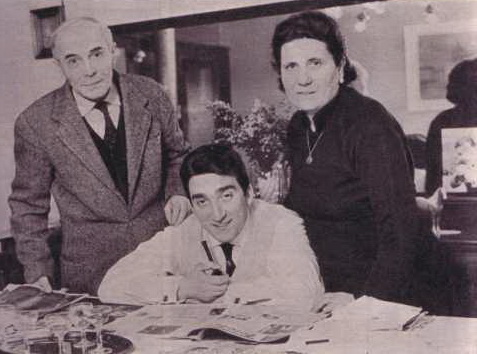
Tony Dallara avec ses parents en 1961

Tony Dallara est né à Campobasso dans le sud de l'Italie, mais a grandi à Milan. Après avoir travaillé comme barman et commis, il commence sa carrière musicale dans le groupe Rocky Mountains (futur groupe I Campioni). Son style de chant est inspiré des chanteurs américains tels que Frankie Laine et Tony Williams.
En 1957, il signe un contrat avec le label italien Music, où il travaillait comme distributeur. Son premier single Come prima, bien que refusé à l'admission du Festival de San Remo, est produit en décembre 1957 et vendu à 300 000 exemplaires. Il devient ainsi le premier titre vendu en Italie jusqu'à cette date.
En 1960, Dallara remporte le Festival de musique de Sanremo et la compétition Canzonissima avec sa chanson Romantica. L'année suivante, il remporte Canzonissima avec la chanson Bambina Bambina.